# نوپسرها آتریسپس
نوپسرها آتریسِپس یک گونه سوسک از خانوادهٔ سوسک‌های شاخک‌دراز است. استفان فون برونینگ در سال ۱۹۴۸ آن را بررسی و توصیف کرد.

## انواع
- Nupserha atriceps var. laterifusca Breuning, 1950
- Nupserha atriceps var. assamensis Breuning, 1950
- Nupserha atriceps var. subternigrescens Breuning, 1960